# Derry Murkin
Derry John Murkin (Colchester, 27 luglio 1999) è un calciatore inglese, difensore o ala dell'Utrecht.

## Biografia
Nato in Inghilterra, si è trasferito con la famiglia nei Paesi Bassi all'età di quattro anni.

## Carriera
Cresciuto nel settore giovanile del Volendam, ha esordito in prima squadra il 19 aprile 2019, nella partita di campionato persa per 2-3 contro il N.E.C.; il 18 giugno 2020 prolunga con il club arancione fino al 2023.
Il 22 aprile 2022 conquista la promozione in Eredivisie, che mancava alla squadra da 13 anni.

## Statistiche

### Presenze e reti nei club
Statistiche aggiornate al 5 settembre 2023.
| Stagione        | Squadra         | Campionato      | Campionato | Campionato | Coppe nazionali | Coppe nazionali | Coppe nazionali | Coppe continentali | Coppe continentali | Coppe continentali | Altre coppe | Altre coppe | Altre coppe | Totale | Totale |
| Stagione        | Squadra         | Comp            | Pres       | Reti       | Comp            | Pres            | Reti            | Comp               | Pres               | Reti               | Comp        | Pres        | Reti        | Pres   | Reti   |
| --------------- | --------------- | --------------- | ---------- | ---------- | --------------- | --------------- | --------------- | ------------------ | ------------------ | ------------------ | ----------- | ----------- | ----------- | ------ | ------ |
| 2018-2019       | Volendam        | ED              | 4          | 0          | CO              | 0               | 0               | -                  | -                  | -                  | -           | -           | -           | 4      | 0      |
| 2019-2020       | Volendam        | ED              | 20         | 3          | CO              | 1               | 0               | -                  | -                  | -                  | -           | -           | -           | 21     | 3      |
| 2020-2021       | Volendam        | ED              | 30+1       | 6          | CO              | 1               | 0               | -                  | -                  | -                  | -           | -           | -           | 32     | 6      |
| 2021-2022       | Volendam        | ED              | 4          | 0          | CO              | 0               | 0               | -                  | -                  | -                  | -           | -           | -           | 4      | 0      |
| 2022-2023       | Volendam        | E               | 32         | 0          | CO              | 2               | 0               | -                  | -                  | -                  | -           | -           | -           | 34     | 0      |
| ago.2023        | Volendam        | E               | 2          | 0          | CO              | 0               | 0               | -                  | -                  | -                  | -           | -           | -           | 2      | 0      |
| Totale Volendam | Totale Volendam | Totale Volendam | 92+1       | 9          |                 | 4               | 0               |                    | -                  | -                  |             | -           | -           | 97     | 9      |
| set.2023-2024   | Schalke 04      | 2BL             | 23         | 1          | CG              | 1               | 0               |                    | -                  | -                  |             | -           | -           | 24     | 1      |
| Totale carriera | Totale carriera | Totale carriera | 115+1      | 10         |                 | 5               | 0               |                    | -                  | -                  |             | -           | -           | 121    | 10     |